# Veliki Okič
Veliki Okič este o localitate din comuna Videm, Slovenia, cu o populație de 86 de locuitori.